# Вукосавлевичи
Вукосавлевичи (на сръбски: Вукосављевићи) е село в Босна и Херцеговина, разположено в община Соколац, в ентитета на Република Сръбска. Намира се на 1020 метра надморска височина. Населението му според преброяването през 2013 г. е 53 души, от тях: 53 (100 %) сърби.

## Население
Численост на населението според преброяванията през годините:
- 1961 – 118 души
- 1971 – 124 души
- 1981 – 84 души
- 1991 – 68 души
- 2013 – 53 души